# Gallicano nel Lazio
Gallicano nel Lazio é uma comuna italiana da região do Lácio, província de Roma, com cerca de 4.569 habitantes. Estende-se por uma área de 26 km², tendo uma densidade populacional de 176 hab/km². Faz fronteira com Palestrina, Roma e Zagarolo.

## Demografia
| Variação demográfica do município entre 1861 e 2011                               |
|                                                                                   |
| Fonte: Istituto Nazionale di Statistica (ISTAT) - Elaboração gráfica da Wikipedia |